# Sainte-Clotilde (La Réunion)
Pour les articles homonymes, voir Sainte-Clotilde.
Sainte-Clotilde est un vaste quartier occupant l'Est du territoire communal de Saint-Denis de La Réunion, dans le Nord de cette île de l'océan Indien formant un département d'outre-mer français. Son code postal est 97490. Il est réuni avec Le Chaudron au sein d'un seul quartier prioritaire.
À l’origine, quartier de la ville de Saint-Denis de la Réunion,  et distante de celle-ci, Sainte-Clotilde est devenue par son importante urbanisation, mitoyenne du Chef-lieu de l’île, dont elle n’est plus séparée que par la Ravine des Patates à Durand.
Sainte-Clotilde est divisée traditionnellement en plusieurs quartiers, notamment La Bretagne, Le Chaudron ou Le Moufia.
Sainte-Clotilde est devenue au fil du temps, l’une des zones résidentielles les plus peuplées du nord de l’Île de la Réunion.